# ISO 3166-2:PL
ISO 3166-2:PL — стандарт Международной организации по стандартизации, который определяет геокоды. Является подмножеством стандарта ISO 3166-2, относящимся к Польше. Стандарт охватывает 16 воеводств Польши. Каждый геокод состоит из двух частей: кода Alpha2 по стандарту ISO 3166-1 для Польши — PL и дополнительного кода, записанных через дефис.
Геокоды воеводств Польши являются подмножеством кода домена верхнего уровня — PL, присвоенного Польше в соответствии со стандартами ISO 3166-1.

## Геокоды Польши
Геокоды 16 воеводств административно-территориального деления Польши.
| Геокод | Административная единица | Статус     |
| ------ | ------------------------ | ---------- |
| PL-28  | Варминьско-Мазурское     | воеводство |
| PL-30  | Великопольское           | воеводство |
| PL-32  | Западно-Поморское        | воеводство |
| PL-04  | Куявско-Поморское        | воеводство |
| PL-10  | Лодзинское               | воеводство |
| PL-06  | Люблинское               | воеводство |
| PL-08  | Любушское                | воеводство |
| PL-12  | Малопольское             | воеводство |
| PL-14  | Мазовецкое               | воеводство |
| PL-02  | Нижнесилезское           | воеводство |
| PL-16  | Опольское                | воеводство |
| PL-18  | Подкарпатское            | воеводство |
| PL-20  | Подляское                | воеводство |
| PL-22  | Поморское                | воеводство |
| PL-26  | Свентокшиское            | воеводство |
| PL-24  | Силезское                | воеводство |

## Геокоды пограничных Польше государств
- Германия — ISO 3166-2:DE (на западе),
- Чехия — ISO 3166-2:CZ (на юго-запад),
- Словакия — ISO 3166-2:SK (на юге),
- Украина — ISO 3166-2:UA (на юго-востоке),
- Белоруссия — ISO 3166-2:BY (на востоке),
- Литва — ISO 3166-2:LT (на северо-востоке),
- Россия — ISO 3166-2:RU (на северо-востоке),
- Швеция — ISO 3166-2:SE (на севере (морская граница)).